# Dřevěnky na Borku
Dřevěnky na Borku jsou roubené domy čp. 116 a 117, poslední dva, které se dochovaly z původních obytných stavení, postavených v 70. letech 19. století pro dělníky Třineckých železáren v lokalitě na Borku v Třinci v Moravskoslezském kraji. Dřevěnky na Borku je zároveň také název místního muzea, které zde bylo vybudováno v podobě malého skanzenu po rekonstrukci obou zmíněných domů. Domy čp. 116 a 117 spolu s přilehlými hospodářskými objekty a zahradami na parcelách č. 103 a 108 jsou od roku 2003 zapsány v Ústředním seznamu kulturných památek České republiky.
Dřevěnky na Borku jsou jedním ze šestnácti zastavení na tematické trase Po stopách dřeva, železa a lidí/Śladami drewna, żelaza i ludzi, která prochází českým a polským příhraničním územím v oblasti Těšínského Slezska. Trasa je věnována společné historií, dokumentované příklady životních podmínek místních lidí.

## Historie
Třinecké železárny byly původně až do 70. let 19. století jen menším podnikem, spadajícím pod správu tzv. komorních statků, známých od roku 1826 pod názvem Těšínská komora. Komorní statky byly majetkem těšínských knížat, spravovaným prostřednictvím určených správců. Mezi roky 1653 až 1918 bylo Těšínské knížectví ve vlastnictví příslušníků habsburské a habsbursko-lotrinské dynastie.

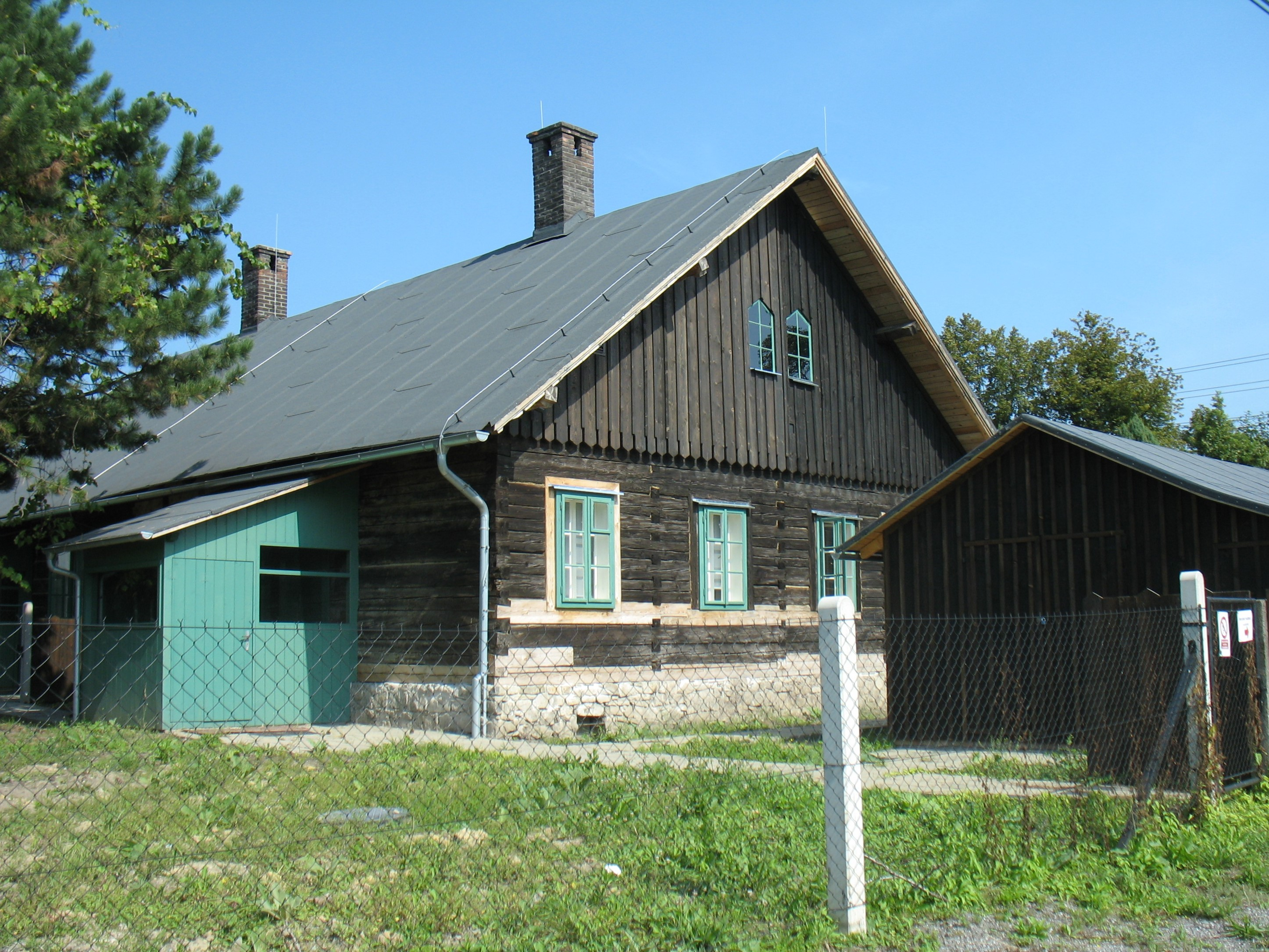
Dům čp. 117 v kolonii Starý Borek

Pro zajištění provozu železárenského podniku zpočátku postačovaly pracovní síly z Třince a blízkého okolí. Tento stav trval až do 70. let 19. století, kdy došlo k prudkému rozvoji zdejší průmyslové výroby. Nemálo k tomu přispělo dokončení výstavby Košicko-bohumínské dráhy (KBD). Pravidelný provoz na KBD byl zahájen v lednu roku 1871, což mj. umožnilo dopravu surového železa a železné rudy ze slovenských oblastí, patřících rovněž Těšínské komoře, do Třince.
Spolu s rozvojem Třineckých železáren rostla i poptávka po dalších pracovnících. Noví zaměstnanci přicházeli jak z podhůří Beskyd a zemědělských oblastí Těšínska, tak i ze vzdálenějších míst – z Haliče a také z jiných oblastí Slezska, Čech a Moravy. Místní ubytovací možnosti již nepostačovaly a majitelé železáren začali pro nové pracovníky poblíž závodů budovat obytné kolonie. 
Výstavba dělnických a úřednických kolonii začala v Třinci v 70. letech 19. století a pokračovala až do 30. let 20. století. V roce 1875 bylo pro dělníky a úředníky z železáren postaveno prvních 24 domků. O třicet let později vlastnily Třinecké železárny již 530 dělnických a 87 úřednických a inženýrských bytů. V roce 1929, tj. těsně před vypuknutím hospodářské krize, již 54% zaměstnanců Třineckých železáren bydlelo v podnikových bytech, přičemž železárny tehdy vlastnily 209 obytných domů se 1022 byty. V roce 1948 podnik vlastnil celkem 1380 bytových jednotek.

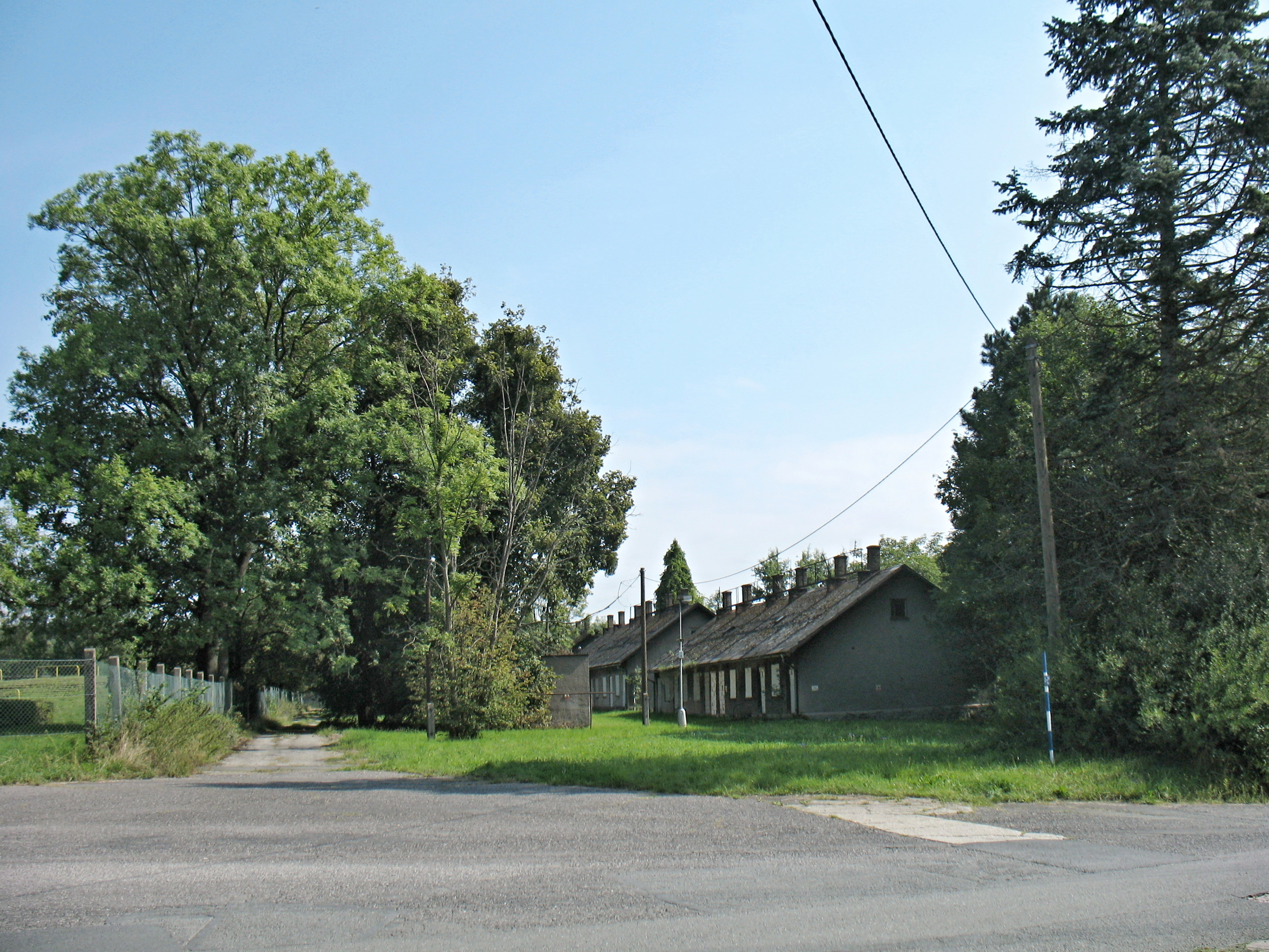
Zděné domy v kolonii Starý Borek

Kolonie Starý Borek patřila k nejstarším dělnickým koloniím v Třinci. V roce 1878 bylo na návrší nad třineckým nádražím a areálem železáren postaveno prvních dvacet dřevěných domů, podobajících se z hlediska konstrukce a použitého stavebního materiálu (smrkové dřevo) typickým valašským nebo těšínským roubeným domům. V dalších desetiletích byla kolonie postupně rozšiřována a doplňována o nové přízemní domy, které však již byly zděné. Ještě v 19. století byl poblíž roubenky čp. 117 postaven tzv. Musikerhaus (čp. 97), podlouhlý zděný objekt, který byl původně určený pro hudebníky z Třineckých železáren. V prvních desetiletích 20. století byl na opačném, severozápadním konci kolonie vybudován dvoupatrový dům pro mistry neboli Meisterhaus. Součástí kolonie Starý Borek byla i menší kolonie zvaná Amerika. Na území Třince a v dříve samostatných obcích Líštné a Konské vznikly i další kolonie, například Starý a Nový Folvark v Dolní Líštné, kolonie Olza, kolonie tzv. Ocelových domů v části zvané Kanada nebo úřednická kolonie Stiskalovka.
V letech 1919 až 1921 byla kolonie na Starém Borku elektrifikována, v kolonii vznikla prádelna a konzum. Větší problém představovalo zásobování vodou a chybějící kanalizace. Vodu museli obyvatelé kolonie čerpat z veřejně dostupných hydrantů nebo nosit z potoka, protékajícího pod návrším.
Nejstarší domy postupně zanikaly nebo byly přestavovány. Na počátku 70.let 20. století byly zbourány čtyři domy (čp. 100, 101, 103 a 108). Po roce 1988, kdy byly na Starém Borku uvedeny do provozu nové plynojemy, byli obyvatelé někdejší kolonie z bezpečnostních důvodů postupně vysídlování.
V prosinci 2023 bylo muzeum Dřevěnky na Borku po dvou letech stavebních prací oficiálně otevřeno veřejnosti, první turistická sezóna zde pak proběhla v roce 2024.

## Popis
Původní jádro kolonie, složené z dvaceti přízemních dřevěných domů,.bylo postaveno na šachovnicovém půdorysu podle plánu těšínského stavitele Albína Th. Prokopa. Základní konstrukce domu byla roubená s rybinovou vazbou na nárožích. Domy byly dvoutraktové a byly vybudovány na zděné podezdívce. Uvnitř jednotlivých domů se nacházely čtyři totožné bytové jednotky. Každý byt měl samostatný vstup, přičemž některé vstupy byly doplněné krytou verandou, jak je to patrné i u posledních dvou dochovaných roubených domů čp. 116 a čp. 117. Ke každé bytové jednotce patřilo vlastní venkovní příslušenství.
Každý z domů měl celkovou výměru 204 m². Jedna bytová jednotka měla souhrnnou plochu vnitřních prostor 32 m² a sestávala ze vstupu, chodby, obytné místnosti, kuchyně a komory. Pod předsíní a komorou byl vybudován sklep. Ke každému bytu patřila jedna čtvrtina půdy, oddělená od ostatních prostor podkroví přepážkou. V samostatné kůlně (tzv. šopě) z prken, která byla rozdělená na dvě poloviny, se nacházel sklad dřeva a uhlí, chlév a suchý záchod. K bytům patřila i zahrada, která sloužila pro pěstování zeleniny a brambor a pro chov drobných hospodářských zvířat.Památková ochrana se v případě roubenek čp. 116 a 117 vztahuje nejen na samotné domy, ale i na celý areál, který je obklopuje, včetně zahrady a menších venkovních objektů.

## Expozice a návštěvní doba
Skanzen Dřevěnky na Borku se nachází zhruba 800 metrů východně  od třineckého nádraží a je dostupný po místních komunikacích. Dům čp. 117 slouží jako správní budova a recepce, zatímco v protějším domě čp. 116 je umístěna muzejní expozice. Každý ze čtyř bytů v tomto domě je upraven a doplněn mobiliářem a dalšími předměty tak, aby odpovídal charakteristice dělnické domácnosti v časovém rozmezí vždy zhruba dvou dekád v průběhu 20. století, počínaje obdobím tzv. první československé republiky a konče 80. a 90. léty.
Muzeum je přístupné v hlavní turistické sezóně od května do října vždy o víkendech a kromě toho také v úterý, aby byl umožněn vstup např. školním kolektivům. Mimo sezónu nabízejí provozovatelé muzea návštěvu předem objednaným skupinám po telefonické domluvě.

## Galerie

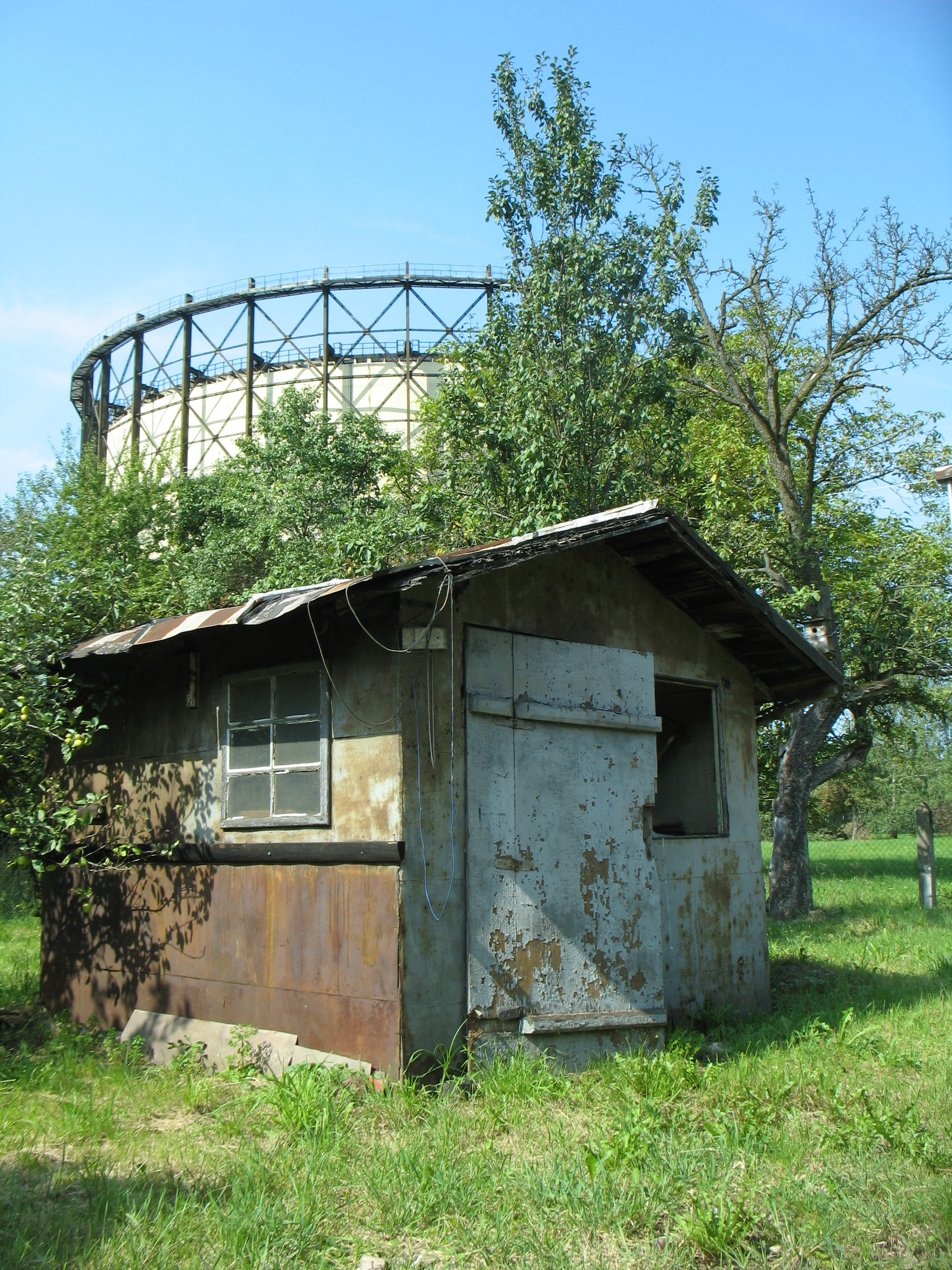
Zahradní kůlna v památkově chráněném areálu
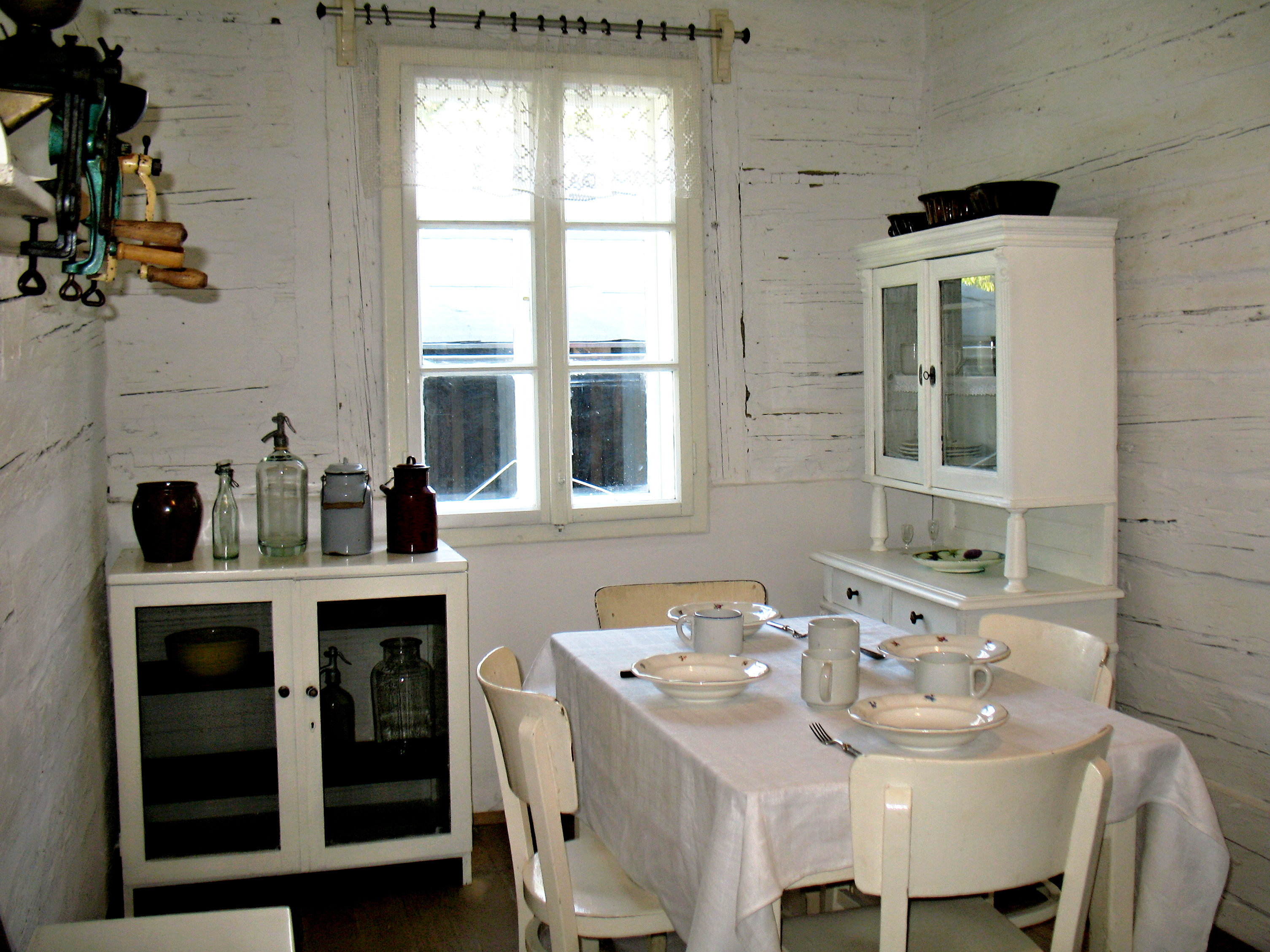
Kuchyně z 20. až 30. let
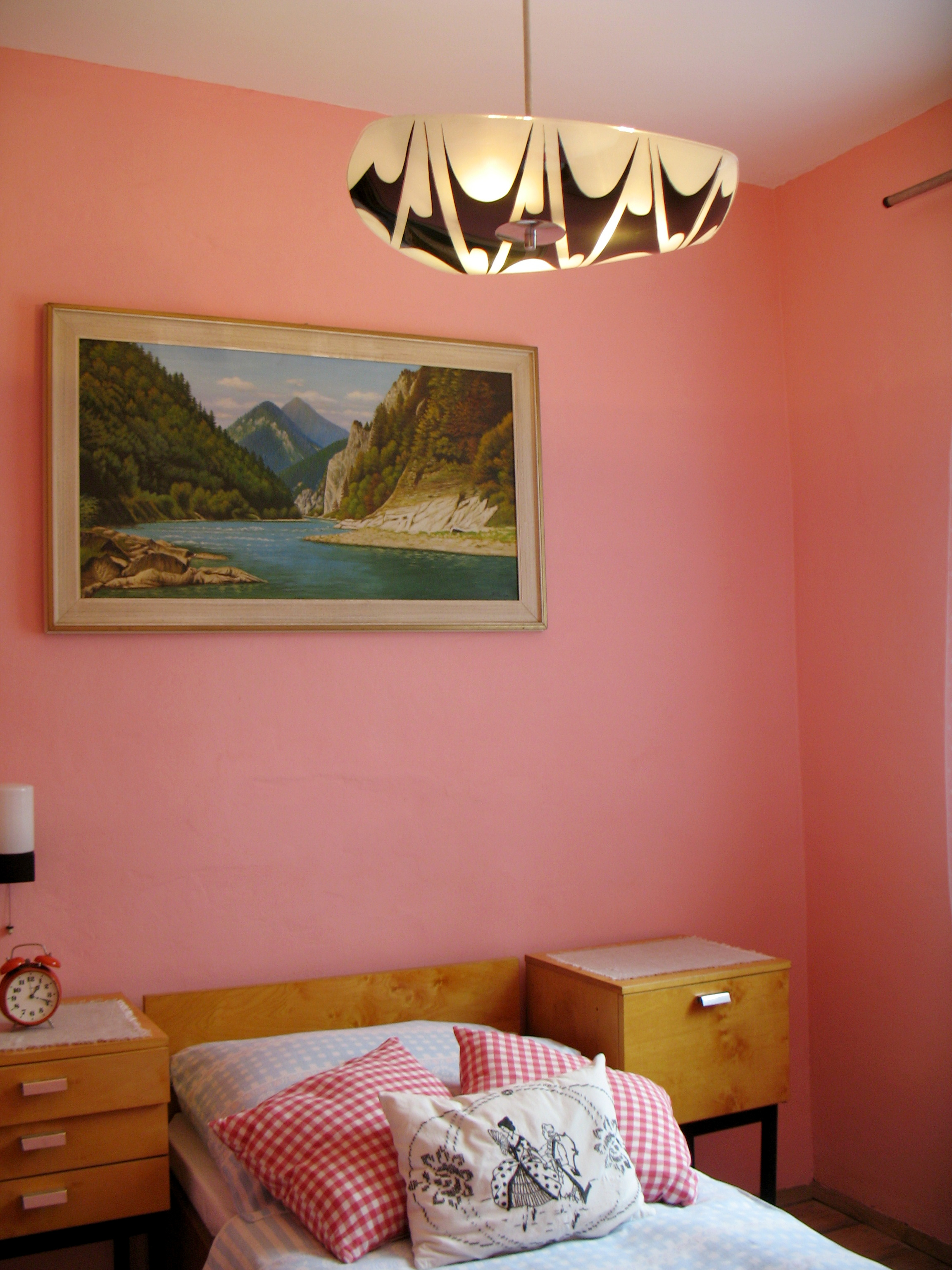
Ložnice poslední obyvatelky domu čp. 116 z 80. let
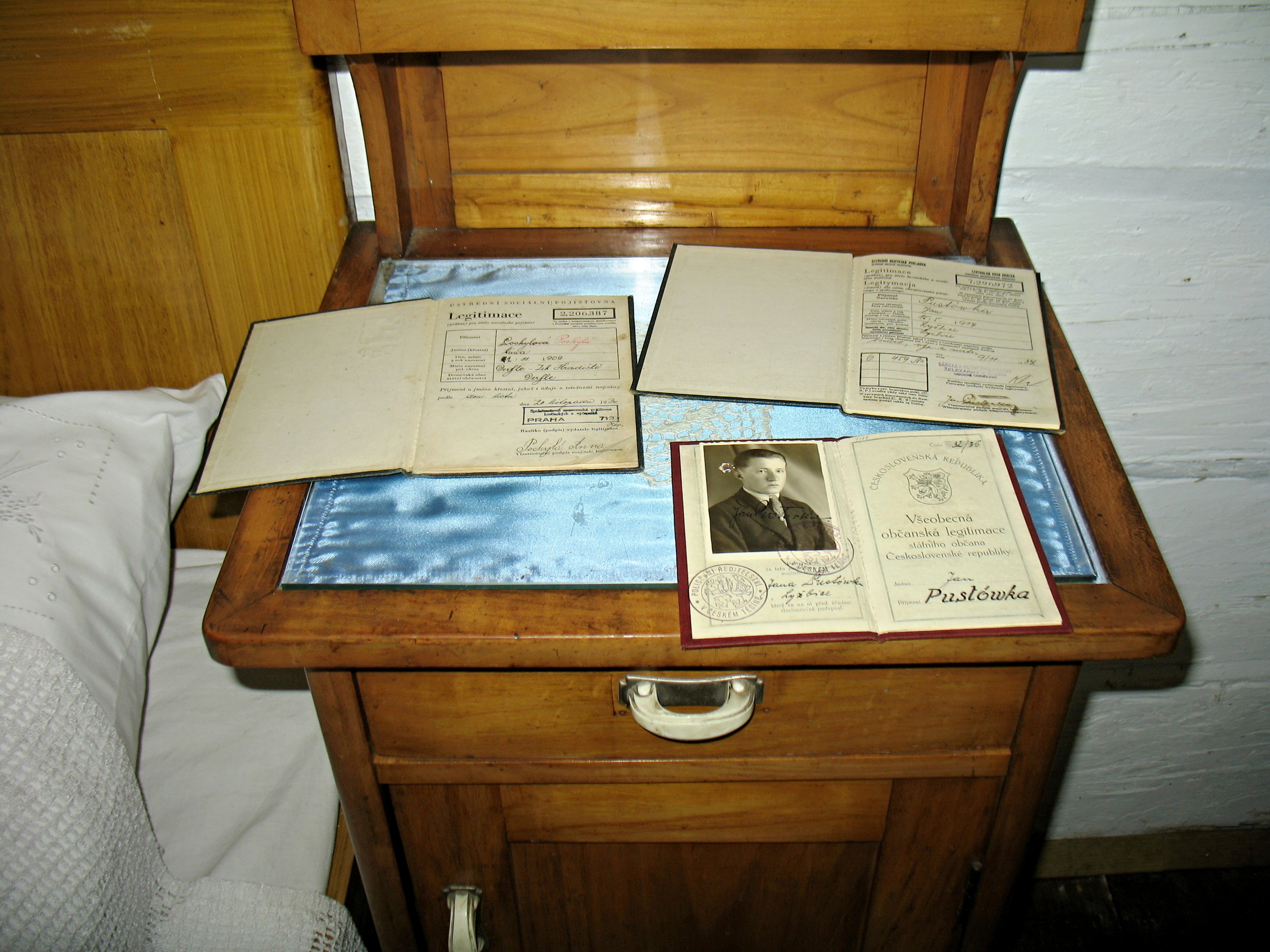
Osobní doklady dělníků z Třineckých železáren, 30. léta
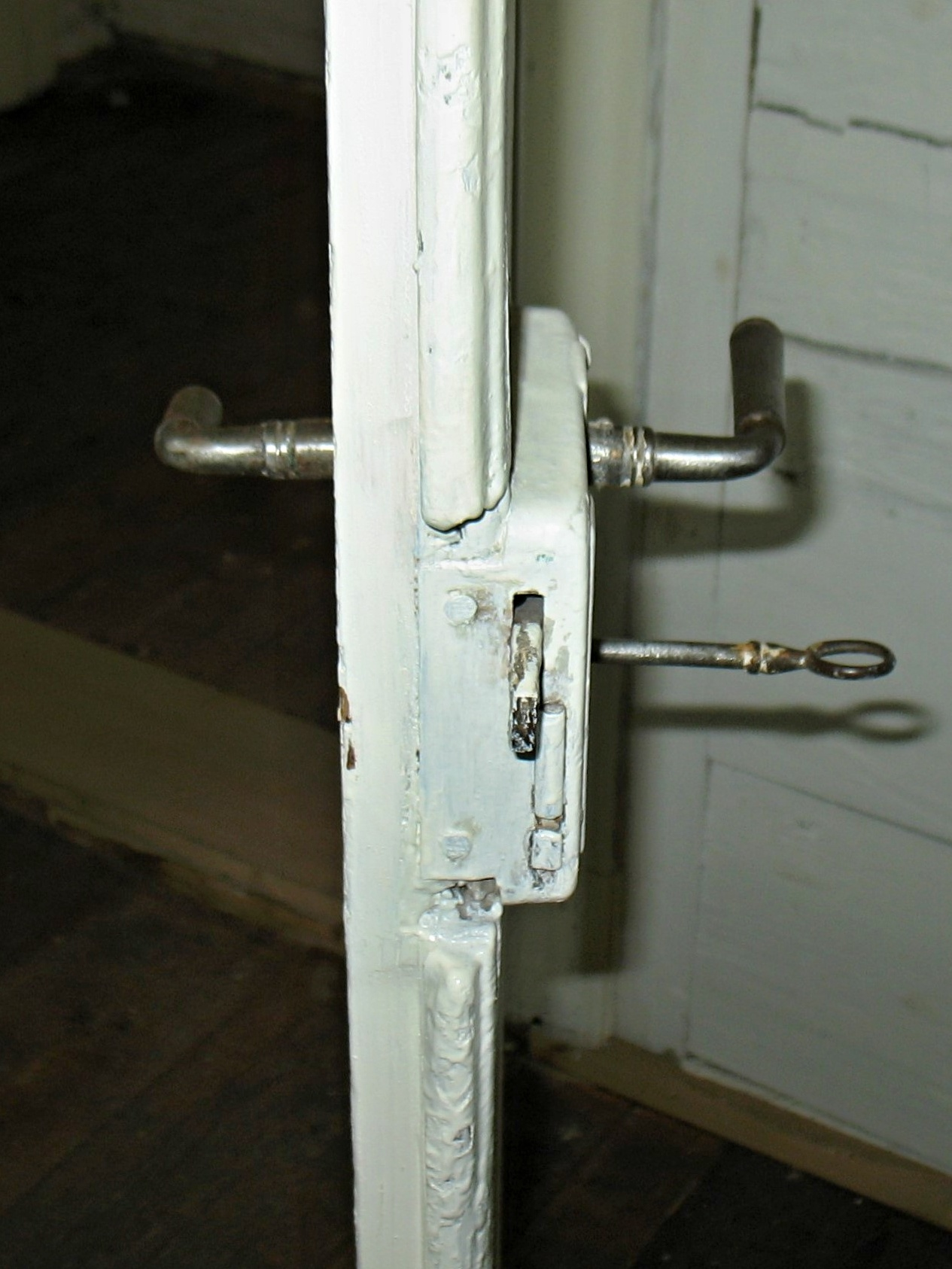
Detail dveří v interiéru čp. 116
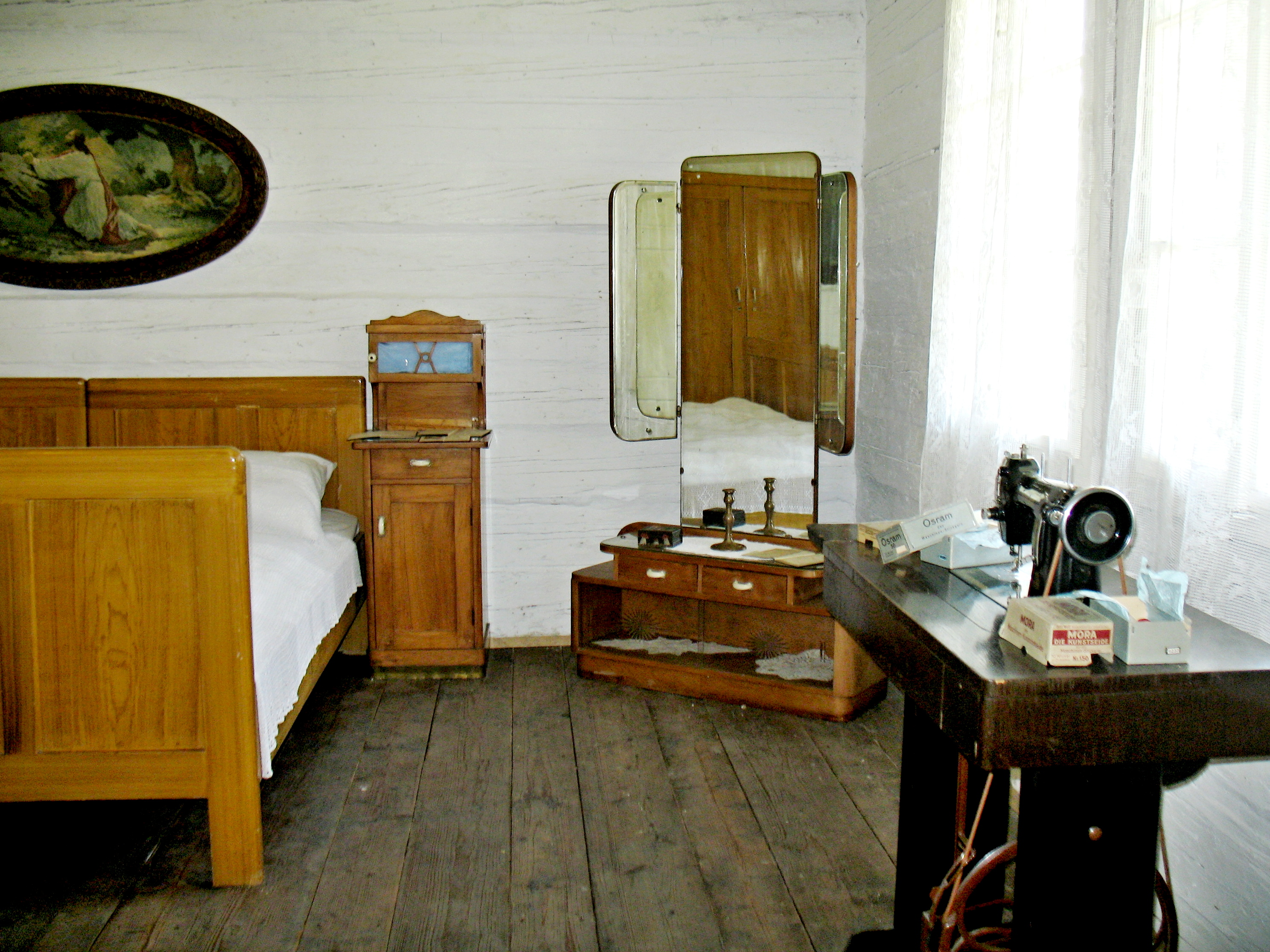
Obytná místnost z 20. a 30. let
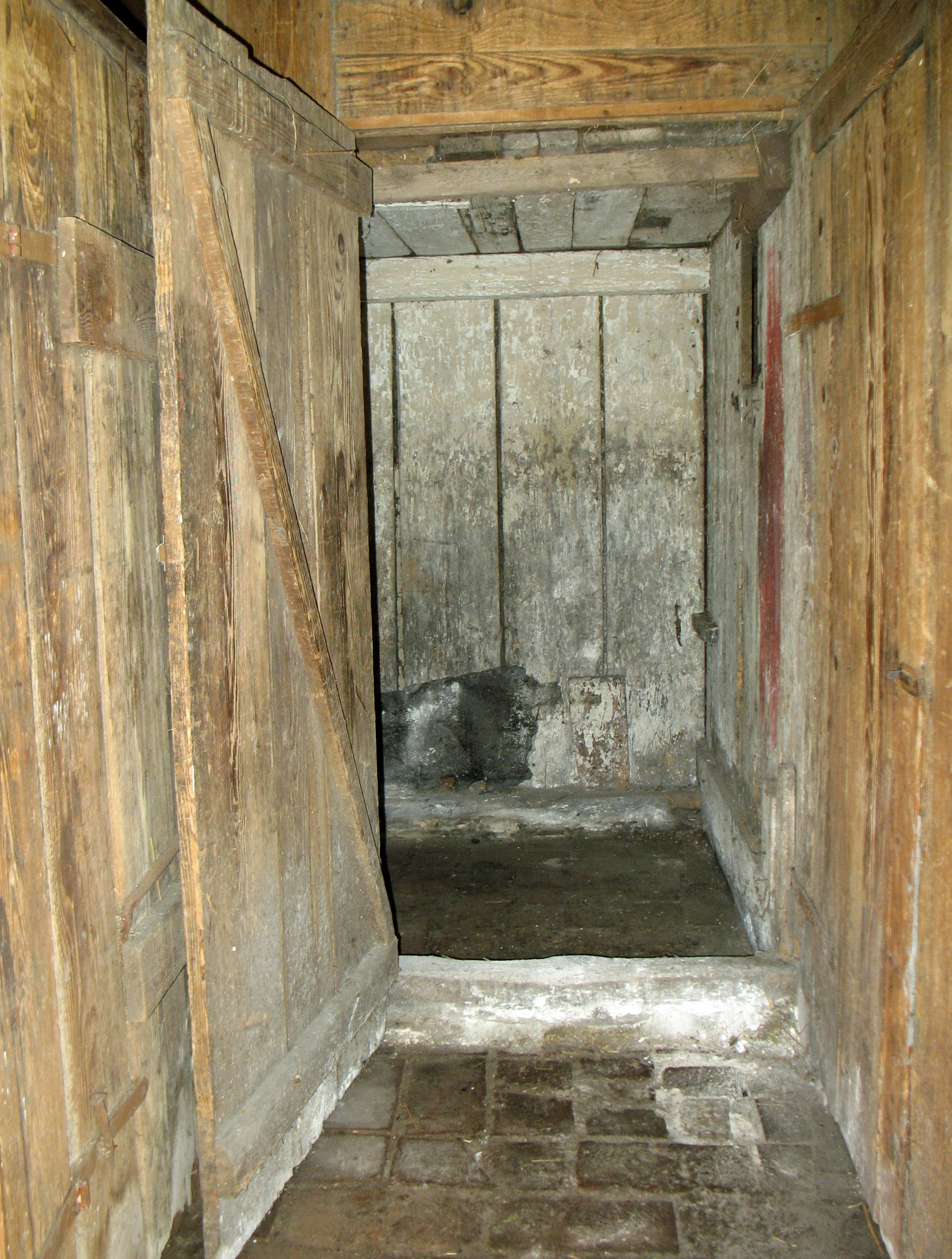
Tzv. šopa se suchým záchodem
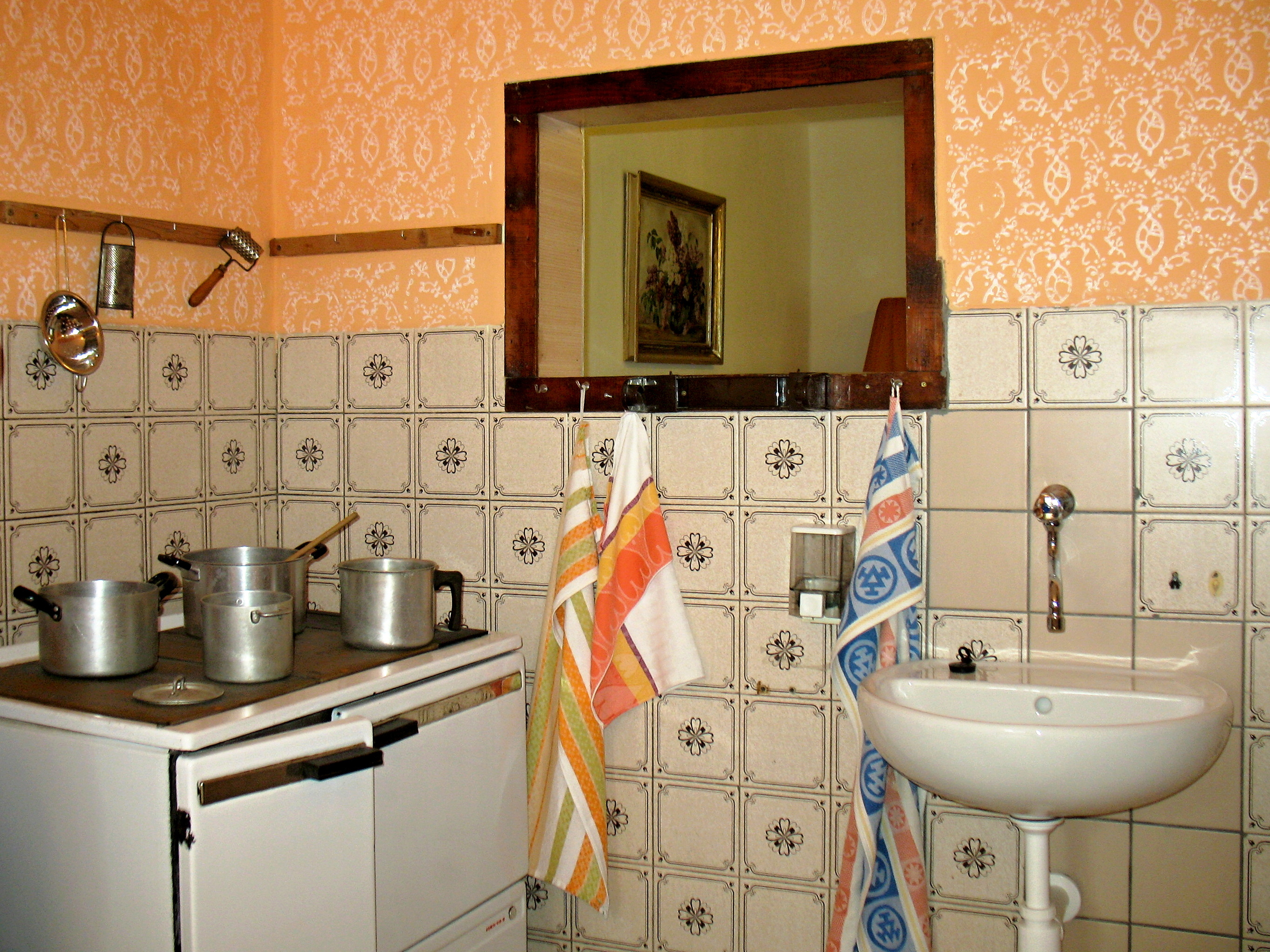
Kuchyně z 80. let